# Бекале, Жульен Нкоге
Жульен Нкоге Бекале (фр. Julien Nkoghe Bekale; род. 23 августа 1958, Либревиль) — габонский политический деятель, премьер-министр Габона с 12 января 2019 года после отставки с этого поста Эммануэля Исскозе-Нгондета. С 16 июля 2020 года — в отставке.

## Биография
Жульен Нкоге Бекале родился в 1958 году в Либревиле (Французская Экваториальная Африка). Член Габонской демократической партии, занимал ряд важных государственных и министерских постов как при правлении президента Омара Бонго, так и при правлении его сына — Али Бонго. В 2009—2011 годах занимал должность министра природных ресурсов Габона, с 2011 по 2019 год был министром транспорта Габона.
12 января 2019 года, всего через пять дней после неудачного военного путча, президент Габона Али Бонго, находящийся на лечении в Рабате (Марокко), назначил Жульена Нкоге Бекале новым премьер-министром Габона, отправив в отставку его предшественника Эммануэля Исскозе-Нгондета.
16 июля 2020 года ушёл в отставку, и в этот же день президент Али бен Бонго назначил нового премьер-министра — им стала первая в истории Габона женщина на этом посту, министр обороны Роуз Кристиана Рапонда.